# Escharoides adeonelloides
Escharoides adeonelloides är en mossdjursart som först beskrevs av Ortmann 1890.  Escharoides adeonelloides ingår i släktet Escharoides och familjen Exochellidae. Inga underarter finns listade i Catalogue of Life.